# ۸۶۰ (قمری)
۸۶۰ (قمری)، هشتصد و شصتمین سال در گاهشماری هجری قمری است. اول محرم این سال برابر با بیستم دسامبر سال ۱۴۵۵ میلادی است.